# Union démocratique (Italie)
Pour les articles homonymes, voir Union démocratique.
L’Union démocratique (en italien : Unione Democratica, UD) est un parti politique italien de centre gauche, social-libéral actif entre 1996 et 1999.

## Histoire

### Fondation
L'Union démocratique est créée par l'ancien secrétaire général de la présidence de la République Antonio Maccanico, ex-membre du Parti communiste italien (PCI) puis du Parti républicain italien (PRI). Adhérant à la coalition de centre gauche L'Olivier de Romano Prodi via l'alliance Populaires pour Prodi, elle associe des anciens du Parti socialiste italien (PSI), du Parti social-démocrate italien (PSDI), du Parti libéral italien (PLI) et du PRI.
Aux élections générales de 1996, il obtient six parlementaires, cinq à la Chambre des députés et un au Sénat de la République. Dans le gouvernement Prodi I, Maccanico est ministre des Communications.

### Disparition
En 1999, l'UD décide de confluer avec plusieurs autres partis pour fonder Les Démocrates (Dem), qui restent membres de la majorité au pouvoir.

## Résultats électoraux

### Élections générales
| Année | Chambre des députés | Chambre des députés   | Chambre des députés | Sénat de la République | Sénat de la République | Sénat de la République | Rang | Gouvernement             |
| Année | Scrutin             | %                     | Mandats             | Scrutin                | %                      | Mandats                | Rang | Gouvernement             |
| ----- | ------------------- | --------------------- | ------------------- | ---------------------- | ---------------------- | ---------------------- | ---- | ------------------------ |
| 1996  | Majoritaire         | Populaires pour Prodi | 5 / 475             | Majoritaire            | PDS                    | 1 / 232                | 9e   | Prodi I, D'Alema I et II |
| 1996  | Proportionnel       | L'Olivier             | 0 / 155             | Proportionnel          | L'Olivier              | 0 / 83                 | 9e   | Prodi I, D'Alema I et II |